# الثانوية الفرنسية في القاهرة
الثانوية الفرنسية في القاهرة هي مدرسة فرنسية تقع في مدينة القاهرة، مصر.

## الروابط الخارجية
1. ↑  Home page. Lycée Français du Caire. Retrieved on 18 January 2015. "Division Cité El Meerag, 2ème Megawra / Le Caire - ÉGYPTE" نسخة محفوظة 20 مايو 2017 على موقع واي باك مشين.

- Lycée Français du Caire website (بالفرنسية)
- Le site des anciens du Lycée Français du Caire website
- The unofficial student newspaper
- The Facebook page supporting the suspended teacher